# Status quo ante bellum
Thuật ngữ status quo ante bellum (thường được rút ngắn thành status quo ante) là cụm từ tiếng La-tinh, có nghĩa đen "tình trạng trước cuộc chiến". Thuật ngữ này nguyên được sử dụng trong các hiệp ước ngưng chiến để chỉ sự rút lui của lực lượng địch và sự phục hồi của chế độ cai trị trước chiến tranh. Trong ngữ cảnh đó, nó mang ý nghĩa: không có phe nào chiếm được hoặc mất mát lãnh thổ hay các quyền về kinh tế và chính trị. Nó trái nghĩa với uti possidetis, vì đó là từ dùng để chỉ hoàn cảnh mà mỗi phe giữ bất cứ phần lãnh thổ và tài sản gì mà họ giành được ở cuối cuộc chiến.